# Кёльш, Джон Кельвин
Джон Кельвин Кёльш (англ. John Kelvin Koelsch, 22 декабря 1923, Лондон — 16 октября 1951, в корейском плену) — пилот вертолёта, лейтенант ВМС США. Участник Корейской войны. Посмертно награждён высшей военной наградой США — Медалью Почёта; первый пилот вертолёта, представленный к этой награде.

## Биография
Начал службу в ВМС США 14 сентября 1942 года в качестве лётчика-кадета, 23 октября 1944 года по окончании подготовки получил своё первое звание.
Затем на протяжении нескольких лет служил на авиабазах Форт-Лодердейл и Норфолк, соответственно в 15-й смешанной эскадрильи и 18-й и 97-й эскадрильях торпедоносцев.
С 1 августа 1946 года — лейтенант, пилот торпедоносца.
С началом войны в Корее в августе 1950 года был переведён в 1-ю вертолётную эскадру, и в октябре в составе выделенного из неё подразделения начал службу на борту авианосца «Принстон» у побережья Кореи. С июня 1951 года был переведён во 2-ю вертолётную эскадрилью, действовавшую у блокированного ВМС США корейского города Вонсан, летал на вертолёте Sikorsky H-5. Выполнял задачи по спасению пилотов самолётов, сбитых у побережья или над территорией противника; так 22 июня он спас сбитого лётчика из вод бухты Вонсана.
3 июля 1951 года Кёльш выполнял задание по спасению лётчика капитана Джеймса Уилкинса, чей «Корсар» был сбит вражеским огнём в 35 милях южнее Вонсана. Капитан Уилкинс спрыгнул с парашютом из горящего самолёта, получив ожоги рук и ног. Несмотря на приближающиеся сумерки, ухудшающуюся погоду и вражеский огонь, Кёльш обнаружил Уилкинса и начал его поднимать на борт, однако вертолёт был сбит. Пережившие катастрофу Кёльш, его напарник Джордж Нил и капитан Уилкинс направились в горы и избегая вражеских патрулей направились к побережью. На шестой день они вышли к прибрежной деревне, где были взяты в плен.
Умер в плену 16 октября 1951 года от недоедания и дизентерии.
3 августа 1955 года лейтенант Кёльш был посмертно награждён Медалью Почёта.
Похоронен на Арлингтонском национальном кладбище в пригороде Вашингтона.
Его именем был назван спущенный на воду в 1965 году эскортный миноносец USS Koelsch (FF-1049).

## Подвиг
Цитата из наградного листа Медалью Почёта:
«За выдающиеся храбрость и отвагу, риск для жизни, проявленные выше и сверх требований долга, во время службы пилотом спасательного вертолёта ВМС в Северной Корее 3 июля 1951 года. Несмотря на надвигающиеся сумерки быстро отреагировал на поступившую информацию о том, что лётчик ВМС был сбит и находится в ловушке у противника в гористой местности в глубине вражеской территории. Лейтенант Кёльш добровольно вылетел на вертолёте  без поддержки вооружённым эскортом для нахождения сбитого лётчика и спасения его. В погодных условиях почти полностью скрывающих всё ниже вершин гор он спустился на своём безоружном и уязвимом вертолёте на экстремально низкую высоту ниже облаков горного тумана и начал систематические поиски. Несмотря на растущую интенсивность вражеского огня, который не раз настигал его вертолёт, он продолжал выполнение задачи до успешного обнаружения сбитого пилота, который тяжело страдал от ожогов рук и ног. В момент поднятия пилота на борт, вертолёт снова попал под вражеский огонь и упал на склон горы. Быстро выскочившие из него член экипаж, спасённый пилот и лейтенант Кёльш, на протяжении девяти дней, до момента их взятия в плен, скрывались по окрестностям в попытках уйти от врага и оказывая по возможности медицинскую помощь своему обожжённому товарищу. До наступления своей смерти в плену лейтенант Кёльш настойчиво отказывался от помощи своих похитителей в любой форме и служил вдохновением своим товарищам по плену, силой своего духа подбадривая остальных. Его великая личная доблесть и геройский дух самопожертвования всегда поддерживает и даёт силы прекрасным традициям ВМС США..»
Оригинальный текст (англ.)For coFor conspicuous gallantry and intrepidity at the risk of his life above and beyond the call of duty while serving with a Navy helicopter rescue unit in North Korea on 3 July 1951. Although darkness was rapidly approaching when information was received that a Marine aviator had been shot down and was trapped by the enemy in mountainous terrain deep in hostile territory, Lieutenant (Junior Grade) Koelsch voluntarily flew a helicopter to the reported position of the downed airman in an attempt to effect a rescue. With an almost solid overcast concealing everything below the mountain peaks, he descended in his unarmed and vulnerable aircraft without the accompanying fighter escort to an extremely low altitude beneath the cloud level and began a systematic search. Despite the increasingly intense enemy fire, which struck his helicopter on one occasion, he persisted in his mission until he succeeded in locating the downed pilot, who was suffering from serious burns on the arms and legs. While the victim was being hoisted into the aircraft, it was struck again by an accurate burst of hostile fire and crashed on the side of the mountain. Quickly extricating his crewmen and the aviator from the wreckage, Lieutenant (Junior Grade) Koelsch led them from the vicinity in an effort to escape from hostile troops, evading the enemy forces for 9 days and rendering such medical attention as possible to his severely burned companion until all were captured. Up to the time of his death while still a captive of the enemy, Lieutenant (Junior Grade) Koelsch steadfastly refused to aid his captors in any manner and served to inspire his fellow prisoners by his fortitude and consideration for others. His great personal valor and heroic spirit of self-sacrifice throughout sustain and enhance the finest traditions of the United States naval service.